# Vacances conjugales
Pour plus de détails, voir Fiche technique et Distribution.
Vacances conjugales est un film français de moyen métrage, réalisé par Edmond T. Gréville, sorti en 1933.

## Fiche technique
- Titre : Vacances conjugales
- Réalisation : Edmond T. Gréville
- Scénario et dialogues : Edmond T. Gréville
- Photographie : Goesta Kottula
- Ingénieur du son : Georges Leblond
- Société de production : Or Films
- Directeur de production : Alex Traversac
- Distribution : ACE - Alliance Cinématographique Européenne
- Lieux du tournage : Studio Tobis, Épinay-sur-Seine
- Pays d'origine : France
- Format : Noir et blanc - 35 mm
- Genre :  Comédie
- Durée : 35 minutes
- Date de sortie : 1933

## Distribution
- Pierre Brasseur : Pierrot, un dandy cynique qui drague une fille au parc
- Mona Lys : Michèle
- Lily Dorel : Dolly Croquette
- Henri Levêque : le détective
- Pierre-Louis
- Marie-Jacqueline Chantal : la dame au collier volé
- Raymond Blot : Dupont, le directeur de l'hôtel
- Robert Moor : l'oncle de Michèle
- Jean-Louis Allibert : le jeune homme de l'hôtel